# Mascali
Mascali település Olaszországban, Szicília régióban, Catania megyében. Lakosainak száma 14 330 fő (2023. január 1.). Mascali Fiumefreddo di Sicilia, Piedimonte Etneo, Riposto, Sant’Alfio és Giarre községekkel határos.

## Népesség
A település lakossága az elmúlt években az alábbi módon változott:
| Lakosok száma | 14 238 | 14 301 | 14 330 |
|               | 2017   | 2018   | 2023   |